# Salatrim
Salatrim ist die Abkürzung für englisch Short and long chain acyl triglyceride molecule ‚Kurz- und langkettiges Triacylglycerid-Molekül‘. Es handelt sich um eine neue Lebensmittelzutat, die gemäß der Novel-Food-Verordnung im Jahr 2003 von der Europäischen Kommission als brennwertreduzierter Fettersatzstoff zugelassen wurde. 1999 stellte die Firma Danisco, ehemals Cultor Food Science, den Antrag auf Zulassung im Vereinigten Königreich. Der Wissenschaftliche Lebensmittelausschuss der EU erklärte, dass Salatrims für den menschlichen Verzehr unbedenklich sind.

## Eigenschaften
„Klare leicht bernsteinfarbene Flüssigkeit bis hell gefärbter wachsartiger Feststoff bei Zimmertemperatur. Frei von Schwebstoffen und von Fremd- bzw. ranzigem Geruch.“
Der Brennwert ist laut § 2 Nährwert-Kennzeichnungsverordnung und Anhang XIV Lebensmittelinformationsverordnung mit 25 kJ/g (6 kcal/g) anzugeben.

## Herstellung
Salatrims werden durch die gegenseitige Umesterung von kurzkettigen Triglyceriden (z. B. Triacetin oder Tributyrin) mit langkettigen, gesättigten Speisefetten gewonnen.

## Einschränkungen bei der Verwendung
Lebensmittel, die unter Verwendung von Salatrims hergestellt wurden, müssen einen geeigneten Hinweis enthalten, dass bei Einnahme hoher Mengen (d. h. > 30 g/Tag) Magen-Darm-Beschwerden auftreten können. Außerdem ist ein Hinweis anzubringen, dass Erzeugnisse, die Salatrims enthalten, nicht für Kinder bestimmt sind.